# Бандейрантис (Парана)
Бандейрантис (порт. Bandeirantes)  —  муниципалитет в Бразилии, входит в штат Парана. Составная часть мезорегиона Север Пиунейру-Паранаэнси. Входит в экономико-статистический  микрорегион Корнелиу-Прокопиу. Население составляет 33 305 человек на 2006 год. Занимает площадь 447,617 км². Плотность населения — 74,4 чел./км².

## История
Город основан 14 ноября 1934 года. 

## Статистика
- Валовой внутренний продукт на 2003 год составляет 194 190 912,00 реалов (данные: Бразильский институт географии и статистики).
- Валовой внутренний продукт на душу населения на 2003 год составляет 5796,57 реалов (данные: Бразильский институт географии и статистики).
- Индекс развития человеческого потенциала на 2000 год составляет 0,756 (данные: Программа развития ООН).

## География
Климат местности: субтропический. В соответствии с классификацией Кёппена, климат относится к категории Cfb.